# Flugplatz Bad Hersfeld

i7
i11
i13
Der Sonderlandeplatz Bad Hersfeld (ICAO-Code: EDEN) liegt auf dem Johannesberg in Bad Hersfeld (Hessen), etwa zwei Kilometer südlich des Stadtzentrums.

## Geschichte
Der Flugplatz Bad Hersfeld wurde 1952/53 von der US-Army auf dem Johannesberg errichtet. Er war unter dem militärischen ICAO-Code EDOZ registriert. Nach der Wende 1990 und dem Abzug der US-Army beantragte der Motor-Flieger-Club Bad Hersfeld die Umwandlung von militärischer in zivile Nutzung als Sonderlandeplatz. Nachdem lange Zeit Auflagen galten, die den Betrieb einschränkten, hat der Flugplatz seit 1. Januar 2008 die Genehmigung als Sonderlandeplatz. Der zivile ICAO-Code EDEN wurde Anfang 2009 zugewiesen.

## Start- und Landebahn
Der Flugplatz verfügt über eine 670 Meter lange Asphaltbahn. Die Landebahn verläuft in Nord-Süd-Richtung und steigt von 275 m ü. NN im Norden auf 296 m ü. NN im Süden an.